# Групни вођа
Групни вођа је појединац који усмерава групни процес. Вођа може бити члан групе који харизмом, вештином и другим атрибутима утиче на друге, али може бити и спољашњи (нпр. терапеут) чија позиција експерта може имати утицај на групу. Свака група има вођу, чак и када он није препознат као такав у групи. Вођа улази у различите улоге како би одржао емотивне и социјалне везе у групи, смањио тензију, побољшао комуникацију чланова, поставио стандарде, активно слушао, створио климу поверења и евалуирао резултате.